# Cameron Boyce
Cameron Boyce (1 tháng 6 năm 1999 – 6 tháng 7 năm 2019) là một diễn viên, vũ công, người mẫu nhí của Hoa Kỳ, anh được biết đến nhiều nhất qua bộ phim kinh dị Mirrors, Eagle Eye và Grown Ups, cùng với vai diễn chính trong bộ phim truyền hình Jessie của hãng Disney Channel vai "Luke Ross".

## Đời sống
Cameron Boyce bắt đầu sự nghiệp người mẫu của mình năm 7 tuổi, xuất hiện trong các danh mục quảng cáo cho hãng Garnet Hill, Wilsons Leather, Jakks Pacific, Nestlé và K-Mart. Ngoài ra, anh cũng luyện tập nhảy Hiphop và jazz.

## Sự nghiệp
Năm 2007, Boyce bắt đầu sự nghiệp đóng phim của mình khi 8 tuổi. Boyce đã từng xuất hiện trong các quảng cáo thương mại Kraft Macaroni and Cheese, Fruit Loops và Bisquick. Anh xuất hiện lần đầu trong MV That Green Gentleman của Panic! at the Disco vai Ryan Ross, lần lượt sau đó anh cũng góp mặt trong MV Ya'll Know How I Am của Ice Cube và MV Whip My Hair của Willow Smith.
Tháng 7 năm 2008, Boyce xuất hiện lần đầu trong chương trình truyền hình General Hospital: Night Shift vai "Michael 'Stone' Cates Jr". Cùng năm đó vào tháng 8, Cameron Boyce đã gây ấn tượng với người xem qua vai Michael Carson trong bộ phim kinh dị Mirrors, bên cạnh đó là sự xuất hiện trong bộ phim đầy bí ẩn Eagle Eyes. Tháng 6 năm 2010, Cameron thủ vai "Keith Feder" – đứa con trai nghịch ngợm của Adam Sandler trong bộ phim hài Grown Ups. Cũng năm 2010, Boyce đã thể hiện kĩ năng nhảy điêu luyện của mình qua chương trình web The Legion of Extraordinary Dancers.
Tháng 4 năm 2011, Boyce tham dự vai khách mời trong bộ phim truyền hình Good Luck Charlie của hãng Disney Channel, anh cũng đã từng là một trong những vũ công biểu diễn cho chương trình Dancing with the Stars của đài ABC. Tháng 6 năm 2011, Boyce đảm nhận một vai diễn nhỏ là bạn cùng lớp với Judy trong bộ phim hài kịch Judy Moody and the Not Bummer Summer, và đến tháng 8 thì tham gia bộ phim truyền hình Shake It Up với vai một vũ công.
Tháng 9 năm 2011, Boyce tham gia bộ phim hài Jessie vào vai một cậu bé nghịch ngợm tên "Luke Ross". Trong suốt quá trình làm phim, nhân vật "Luke" ban đầu đặt tên là "Hiro" và được nhận nuôi từ Hàn Quốc, nhưng Boyce đã gây ấn tượng được cho đạo diễn của bộ phim trong khi thử vai rồi cuối cùng quyết định cải tạo lại một vai diễn đặc biệt cho anh.
Năm 2014, Cameron thử vai cho một bộ phim mới của Dísney là Descentdant trong vai con của Cruella Devil tên Carlos. Trong một cuộc phỏng vấn anh nói Jafar là nhân vật phản diện anh rất thích trong các bộ phim hoạt hình của Dísney.

## Đời sống cá nhân
Boyce sống tại Los Angeles với bố, mẹ, em gái và một chú chó tên Cienna. Anh là một vũ công giỏi và phong cách nhảy ưa thích của anh là Break Dance breakdancing. Cùng với bốn người bạn của mình, Boyce cũng là thành viên của nhóm "X Mob." Khi rảnh rỗi, anh thường chơi bóng rổ và ghiền máy chơi game Xbox 360.

## Qua đời
Ngày 6 tháng 7 năm 2019, Boyce đã mất tại nhà riêng.
Vào ngày 9 tháng 7 năm 2019, gia đình Boyce đã xác nhận anh đã qua đời trong giấc ngủ do một cơn động kinh và trước đó, Boyce cũng đã được chẩn đoán là mắc bệnh động kinh.
Vào ngày 30 tháng 7 năm 2019, kết quả khám nghiệm tử thi được công bố và xác nhận nguyên nhân cái chết của Boyce là do đột tử bất ngờ do động kinh.

## Phim
| Năm         | Phim                                 | Vai                       | Ghi chú                              |
| ----------- | ------------------------------------ | ------------------------- | ------------------------------------ |
| 2008        | Mirrors                              | Michael Carson            |                                      |
| 2010        | Grown Ups                            | Keith Feder               |                                      |
| 2011        | Judy Moody and the Not Bummer Summer | Hunter                    |                                      |
| 2013        | Grown Ups 2                          | Keith Feder               |                                      |
| 2014        | Dolphin Tale 2                       | Caleb Chavez              |                                      |
| 2015        | Descendants                          | Carlos                    |                                      |
| 2015        | Bare Knuckle Days                    |                           |                                      |
| 2017        | Descendants 2                        | Carlos                    |                                      |
| 2019        | Descendants 3                        | Carlos                    |                                      |
| Truyền hình |                                      |                           |                                      |
| Năm         | Chương trình                         | Vai                       | Ghi chú                              |
| 2008        | General Hospital: Night Shift        | Michael 'Stone' Cates Jr. | Vai diễn định kì                     |
| 2009        | TV Land Awards lần thứ 7             | Jimmy                     |                                      |
| 2010        | The Legion of Extraordinary Dancers  | Jasper James khi nhỏ      | 1 tập: "Origins"                     |
| 2011        | Good Luck Charlie                    | Gabe Duncan giả           | 1 tập: "The Singin' Dancin' Duncans" |
| 2011        | Shake It Up                          | Vũ công Highlighter       | 1 tập: "Throw It Up"                 |
| 2011–2015   | Jessie                               | Luke Ross                 | Vai chính                            |
| 2012–2016   | Jake and the Never Land Pirates      | Jake                      | Lồng tiếng chính                     |